# Dennis Hwang
Dennis Hwang of Hwang Jeong-mok (Knoxville, 1978) is een Amerikaans kunstenaar die de Google Doodles voor de internetzoekmachine Google maakt.

## Levensloop
Toen Hwang vijf jaar oud was verhuisde zijn gezin naar Gwacheon in Zuid-Korea. Hier doorliep hij twee openbare scholen. Hij zat achtereenvolgens vier jaar op de Gwacheon Elementary School en twee jaar op de Munwon Middle School, voor hij terugkeerde naar zijn geboortestad Knoxville. Hier doorliep hij de Bearden High School. Hoewel zijn droedels in deze tijd afgekeurd werden, zijn ze nu Hwangs bron van inspiratie.

## Google
Op 4 juli 2000 (Independence Day) maakt Hwang als stagiair op verzoek van Larry Page en Sergey Brin zijn eerste speciale logo voor Google. Sindsdien is hij in vaste dienst bij Google als internationale webmaster.

### Ontwerp van doodle
Hij maakt logo's voor feestdagen als Thanksgiving en Kerstmis en speciale gebeurtenissen als de 250ste verjaardag van Mozart en de geboortedatum van Piet Mondriaan. Zijn werk wordt met grote regelmaat door miljoenen mensen gezien als zijn “doodles” de homepage van Google sieren. Zijn werk heeft inmiddels een cultstatus bereikt. Er zijn zelfs websites en weblogs aan zijn werk gewijd. Fans wachten in spanning op zijn volgende ontwerp.
In feite was Hwang de internationale webmaster van Google, waarmee hij verantwoordelijk was voor alle internationale inhoud. In 2007 is hij het hoofd van alle webmasters van Google. Het ontwerpen van logo's beslaat 20% van zijn werkzaamheden.

## Prijs
Bij een bezoek aan Knoxville in 2003 kreeg Hwang de Appalachian Arts Fellow Award uitgereikt door de toenmalige burgemeester Victor Ashe. Die stelde dat "Mr. Hwangs werk honderden miljoenen malen per week bekeken wordt. Daarmee bereikt hij alle hoeken van de wereldbol. Hij is daarmee de ijverigste kunstenaar van Knoxville."